# Római Kúria
A Római Kúria a római katolikus egyház azon hivatali apparátusát jelöli, „melynek segítségével a pápa az egyetemes egyház ügyeit intézni szokta.”
Mint minden hatóságnak, az Egyház kormányzatának is, a szolgálat növekvő terhei miatt, már a legrégibb időktől fogva szüksége volt segítőkre az ügyek intézésében, legfőképpen a levelezés, valamint a hivatalos iratok szerkesztése, elküldése és megőrzése tekintetében.

## Története
Róma püspökének már az egyház kezdeti idejében volt tanácsadó szerve, amely elsődlegesen a város papjaiból, illetve diakónusaiból álló presbitériumból állt. Ennek a szervezetnek a fő feladata az általános ügyek megtárgyalása volt. A különleges, illetve egyházfegyelmi kérdéseket a rendszeresen összehívott római zsinat tárgyalta.
A 11. századtól a papság feladatát a Bíborosi Kollégium vette át. Ekkor még feladatot láttak el a Róma környéki (szuburbikárius) püspökök, illetve a diakónusi kerületek vezetői. Ezt a szervezetet „konzisztóriumnak” nevezték, mely bizonyos átalakulásokkal a mai napig fenn maradt.
A konzisztórium mellett a középkor folyamán kialakultak különféle szakosodott szervezetek. Mivel az ügyek egyre inkább sokasodtak, a konzisztórium nem volt képes ellátni a feladatát. Ezért az egymást követő pápák a bíborosok kisebb csoportjait egy-egy szakosodott feladattal bízták meg. Ezekből a csoportokból fejlődtek ki a mai értelemben vett kongregációk, amelyek rendszerét 1588-ban V. Szixtusz pápa Immensa Aeterni Dei című apostoli rendelkezésével szabályozta. Ez a rendszer – némi változtatással – a mai napig hatályban van.
A Római Kúria első komolyabb reformját – a pápai állam megszűnte után – X. Piusz pápa Sapienti consilio című apostoli rendelkezéssel hajtotta végre. Ekkor elkülönítette a közigazgatási és a bírói hatásköröket, kialakítva a kongregációkból, bíróságokból és egyéb hivatalokból álló kúriai struktúrát.
A II. Vatikáni Zsinat a Christus Domus zsinati határozatban foglalkozott a Kúria kérdésével. Itt kijelentették, hogy az egyház központi hivatalai „kapjanak a kor, a terület és a szertartások igényeinek jobban megfelelő szervezetet”, továbbá hogy az egyetemesség kifejezésre juttatása végett „tagjait, tisztviselőit és tanácsosait, (…) amennyire csak lehetséges, az Egyház különböző tartományaiból válasszák ki” és közéjük megyés püspökök is kerüljenek, a világiak pedig „megkapják az őket megillető szerepet az Egyház ügyeinek intézésében”

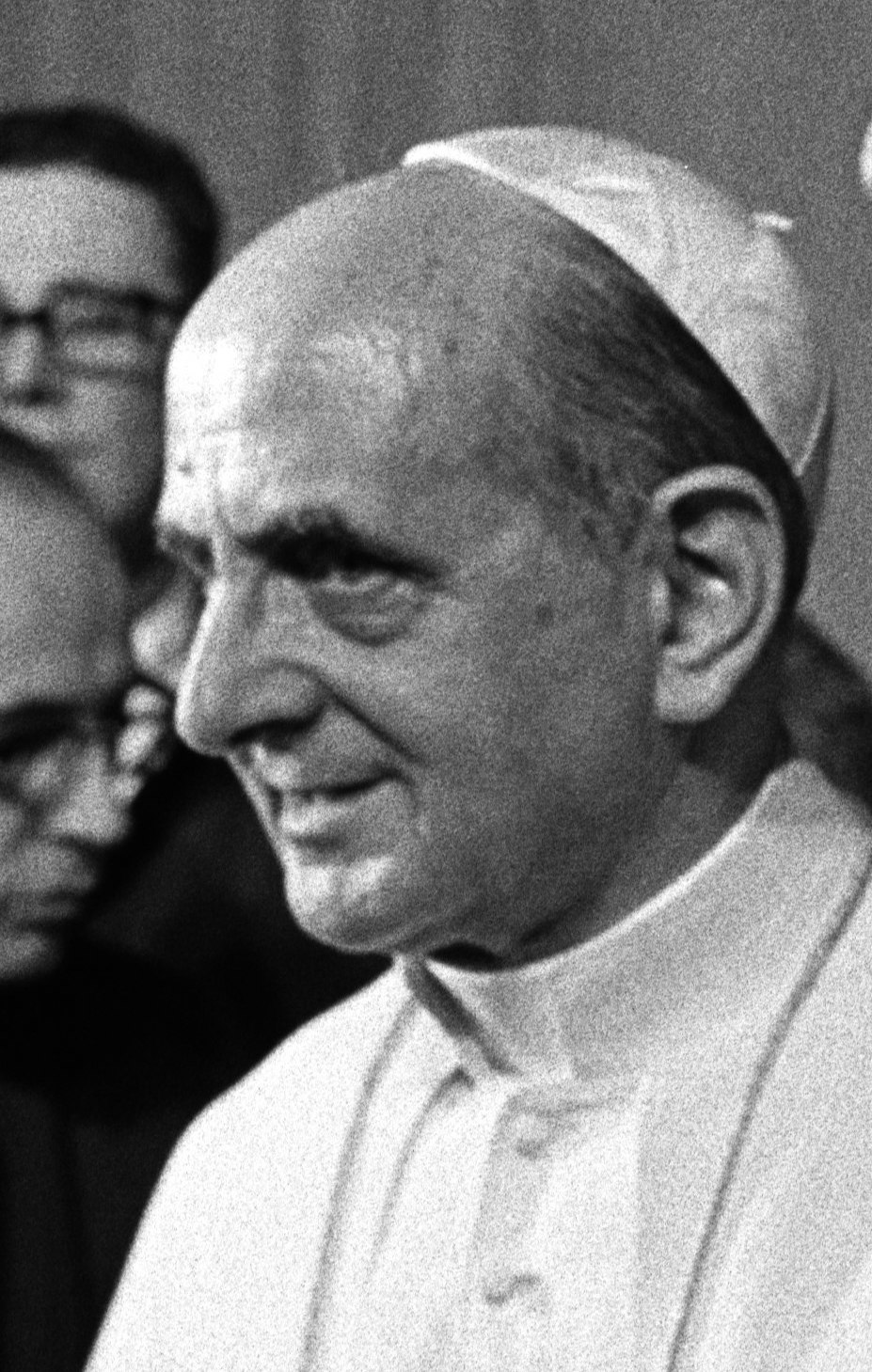
VI. Pál pápa

VI. Pál pápa a zsinat útmutatása alapján 1967 és 1970 között hajtotta végre a Kúria reformját:
- Regimini Ecclesiae universae[6] apostoli rendelkezés – átszervezte a Római Kúria dikasztériumait a zsinati kívánalmaknak megfelelően (1967)
- Pro comperto sane motuproprio[7] – A Kúria dikasztériumainak tagjai közé megyés püspököket is kinevezett (1967)
- Pontificalis domus motuproprio[8] – egyszerűsítette régi pápai udvartartást (1968)
- Ingravescentem aetatem motuproprio[9] – Bevezeti a határozott idejű kinevezést és a bíborosok nyugdíjkorhatárát (1970)

A Római Kúriát szent II. János Pál pápa is megreformálta a Pastor Bonus apostoli rendelkezésével 1988-ban, amikor az 1983-ban megjelent Egyházi Törvénykönyvhöz igazította a Római Kúria szervezetét.
A Római Kúria legutóbbi reformját Ferenc pápa hajtotta végre a Praedicate Evangelium apostoli konstitúcióval, melyet 2022. március 19-én tettek közzé és 2022. június 5-én lépett hatályba.

## Feladatai
Az apostoli hagyomány már Péter apostol esetében is beszámol segítőről Márk evangélista személyében. Később, amikor római püspöke lassan elnyeri egyházi intézményi szerepét kialakul a pápát körülvevő, s őt egyetemes Egyház szolgálatában támogató hivatali szervek. Ma a Római Kúria azon hivatali apparátust jelöli, „melynek segítségével a pápa az egyetemes egyház ügyeit intézni szokta.” A Praedicate Evangelium apostoli konstitúció meghatározza az egyes szervezeti egységek konkrét feladatkörét. Azáltal, hogy Péter utódának segítségére van, a Kúria maga is az egyetemes egyházat és a részegyházakat szolgálja. Hozzájárul ahhoz, hogy Isten népe erősödjön a közösségben és a hitben, valamint előmozdítja az egyház sajátos küldetését a világban. Maguk a szervezeti egységek nem önállóan látják el feladatukat, hanem a Kúria Péter utódának „nevében és tekintélyével látja el feladatát.” Ez lényegileg azt jelenti, hogy azt a feladatot láthatja el egy dikasztérium, amellyel a pápa konkrétan megbízza. Éppen ezért a feladatuk és vezetésük a mindenkori aktuális pápától függ, amely azt is jelenti, hogy a pápa halála, vagy lemondása után valamennyi vezető azonnal elveszíti hivatalát.

## Jelenlegi felépítése
Ma a Római Kúria a Pápai Államtitkárságból, tizenhat dikasztériumból, hat gazdasági hivatalból áll, amihez további bizottságok és más hivatalok járulnak.
Mindezek mellett vannak a „Szentszékhez kapcsolódó intézmények”, amelyek a pápa küldetését segítő technikai funkciókat látják el, ilyen például a Vatikáni Apostoli Levéltár, a Vatikáni Apostoli Könyvtár, a különféle pápai akadémiák, továbbá a Szent Péter Műhely (Fabbrica di San Pietro). Az Államtitkárság irányítása alatt kapcsolódnak a Kúriához a pápai külképviseletek (apostoli nunciatúrák és apostoli delegációk, nemzetközi szervezetek melletti állandó képviseletek).

## Államtitkárság
| Fénykép | Név, beosztás                                                                               | Országa            | Kinevezés dátuma     |
| ------- | ------------------------------------------------------------------------------------------- | ------------------ | -------------------- |
|         | Pietro Parolin bíboros államtitkár                                                          | Olaszország        | 2013. október 15.    |
|         | Edgar Robinson Peña Parra érsek államtitkár-helyettes, az Általános Ügyek Részlege vezetője | Venezuela          | 2018. augusztus 15.  |
|         | Paul Richard Gallagher érsek titkár az Államok és Nemzetközi Szervezetek Részlege vezetője  | Egyesült Királyság | 2014. november 8.    |
|         | Luciano Russo érsek titkár a Diplomáciai Személyzeti Részleg vezetője                       | Olaszország        | 2022. szeptember 10. |

## Dikasztériumok
| Fénykép                                                                         | Név, beosztás                                                                                                  | Országa                     | Kinevezés dátuma            |
| Evangelizációs Dikasztérium                                                     | Evangelizációs Dikasztérium                                                                                    | Evangelizációs Dikasztérium | Evangelizációs Dikasztérium |
| ------------------------------------------------------------------------------- | --- | --------------------------- | --------------------------- |
|                                                                                 | XIV. Leó pápa prefektus                                                                                        | Amerikai Egyesült Államok   | 2025. május 8.              |
|                                                                                 | Salvatore Rino Fisichella érsek proprefektus az Evangelizációs Alapkérdések Részlege vezetője                  | Olaszország                 | 2022. június 5.             |
|                                                                                 | Luis Antonio Gokim Tagle bíboros proprefektus az Elsődleges Evangelizáció és új Részegyházak Részlege vezetője | Fülöp-szigetek              | 2022. június 5.             |
|                                                                                 | Fortunatus Nwachukwu érsek az Elsődleges Evangelizáció és új Részegyházak Részlege titkára                     | Nigéria                     | 2023. március 15.           |
| Hittani Dikasztérium                                                            | |                             |                             |
|                                                                                 | Victor Manuel Fernández bíboros prefektus                                                                      | Argentína                   | 2023. július 1.             |
|                                                                                 | John Joseph Kennedy érsek a Fegyelmi Részleg titkára                                                           | Írország                    | 2022. április 23.           |
|                                                                                 | Armando Matteo a Doktrinális Részleg titkára                                                                   | Olaszország                 | 2022. április 23.           |
| Szeretetszolgálati Dikasztérium                                                 | |                             |                             |
|                                                                                 | Konrad Krajewski bíboros prefektus                                                                             | Lengyelország               | 2022. június 5.             |
| Keleti Egyházak Dikasztériuma                                                   | |                             |                             |
|                                                                                 | Claudio Gugerotti bíboros prefektus                                                                            | Olaszország                 | 2022. november 21.          |
|                                                                                 | Michel Jalakh O.A.M. érsek titkár                                                                              | Libanon                     | 2023. február 15.           |
| Istentiszteleti és Szentségi Fegyelmi Dikasztérium                              | |                             |                             |
|                                                                                 | Arthur Roche bíboros prefektus                                                                                 | Egyesült Királyság          | 2021. május 27.             |
|                                                                                 | Vittorio Francesco Viola O.F.M. érsek titkár                                                                   | Olaszország                 | 2021. május 27.             |
| Szenttéavatási Ügyek Dikasztériuma                                              | |                             |                             |
|                                                                                 | Marcello Semeraro bíboros prefektus                                                                            | Olaszország                 | 2020. október 15.           |
|                                                                                 | Fabio Fabene érsek titkár                                                                                      | Olaszország                 | 2021. január 18.            |
| Püspöki Dikasztérium                                                            | |                             |                             |
| betöltetlen                                                                     | |                             |                             |
|                                                                                 | Ilson de Jesus Montanari érsek titkár                                                                          | Brazília                    | 2013. október 12.           |
| Klérusdikasztérium                                                              | |                             |                             |
|                                                                                 | Lazzaro You Heung-sik bíboros prefektus                                                                        | Dél-Korea                   | 2021. augusztus 2.          |
|                                                                                 | Andrés Gabriel Ferrada Moreira érsek titkár                                                                    | Chile                       | 2021. október 21.           |
| Megszentelt Élet Intézményeinek és az Apostoli Élet Társaságainak Dikasztériuma | |                             |                             |
|                                                                                 | Simona Brambilla M. C. nővér prefektus                                                                         | Olaszország                 | 2025. január 6.             |
|                                                                                 | Ángel Fernández Artime S.D.B. bíboros proprefektus                                                             | Spanyolország               | 2025. január 6.             |
|                                                                                 | Tiziana Merletti S.F.P. nővér titkár                                                                           | Olaszország                 | 2025. május 22.             |
| Világiak, Családok és Életvédelem Dikasztériuma                                 | |                             |                             |
|                                                                                 | Kevin Joseph Farrell bíboros prefektus                                                                         | Amerikai Egyesült Államok   | 2016. augusztus 15.         |
|                                                                                 | Gleison De Paula Souza titkár                                                                                  | Brazília                    | 2022. november 17.          |
| Keresztény Egységtörekvés Dikasztériuma                                         | |                             |                             |
|                                                                                 | Kurt Koch bíboros prefektus                                                                                    | Svájc                       | 2010. július 1.             |
|                                                                                 | Flavio Pace érsek titkár                                                                                       | Olaszország                 | 2024. február 23.           |
| Vallásközi Párbeszéd Dikasztériuma                                              | |                             |                             |
|                                                                                 | George Jacob Koovakad bíboros prefektus                                                                        | India                       | 2025. január 24.            |
|                                                                                 | Indunil Janakaratne Kodithuwakku Kankanamalage titkár                                                          | Srí Lanka                   | 2019. július 3.             |
| Kulturális és Nevelési Dikasztérium                                             | |                             |                             |
|                                                                                 | José Tolentino Calaça de Mendonça bíboros prefektus                                                            | Portugália                  | 2022. szeptember 26.        |
|                                                                                 | Carlo Maria Polvani érsek titkár                                                                               | Olaszország                 | 2025. január 12.            |
|                                                                                 | Paul Desmond Tighe püspök titkár (Kulturális Részleg)                                                          | Írország                    | 2022. június 5.             |
| Átfogó Emberi Fejlődés Dikasztériuma                                            | |                             |                             |
|                                                                                 | Michael F. Czerny S.J. bíboros prefektus                                                                       | Kanada                      | 2022. január 1.             |
|                                                                                 | Alessandra Smerilli F.M.A. nővér titkár                                                                        | Olaszország                 | 2022. április 23.           |
|                                                                                 | Fabio Baggio C.S. bíboros titkár-helyettes                                                                     | Olaszország                 | 2022. április 23.           |
| Törvényszövegek Dikasztériuma                                                   | |                             |                             |
|                                                                                 | Filippo Iannone O. Carm. érsek prefektus                                                                       | Olaszország                 | 2018. április 7.            |
|                                                                                 | Juan Ignacio Arrieta Ochoa de Chinchetru püspök titkár                                                         | Spanyolország               | 2007. február 15.           |
| Kommunikációs Dikasztérium                                                      | |                             |                             |
|                                                                                 | Paolo Ruffini prefektus                                                                                        | Olaszország                 | 2018. július 5.             |
|                                                                                 | Lucio Adrian Ruiz titkár                                                                                       | Argentína                   | 2015. június 27.            |

## Igazságügyi intézmények
| Fénykép                                 | Név, beosztás                                        | Országa                | Kinevezés dátuma       |
| Apostoli Penitenciária                  | Apostoli Penitenciária                               | Apostoli Penitenciária | Apostoli Penitenciária |
| --------------------------------------- | ---------------------------------------------------- | ---------------------- | ---------------------- |
|                                         | Angelo De Donatis bíboros főpenitenciárius           | Olaszország            | 2024. április 6.       |
|                                         | Krzysztof Józef Nykiel püspök régens                 | Lengyelország          | 2012. június 26.       |
| Apostoli Szignatúra Legfelsőbb Bírósága |                                                      |                        |                        |
|                                         | Dominique François Joseph Mamberti bíboros prefektus | Franciaország          | 2014. november 8.      |
|                                         | Andrea Ripa püspök titkár                            | Olaszország            | 2022. január 26.       |
| Rota Romana Bírósága                    |                                                      |                        |                        |
|                                         | Alejandro Arellano Cedillo C.O.R.C. érsek dékán      | Spanyolország          | 2021. március 30.      |

## Pénzügyi intézmények
| Fénykép                        | Név, beosztás                              | Országa                   | Kinevezés dátuma     |
| Gazdasági Tanács               | Gazdasági Tanács                           | Gazdasági Tanács          | Gazdasági Tanács     |
| ------------------------------ | ------------------------------------------ | ------------------------- | -------------------- |
|                                | Reinhard Marx bíboros koordinátor          | Németország               | 2014. március 8.     |
|                                | Brian Edwin Charles Butterley Ferme titkár | Ausztrália                | 2014. március 22.    |
| Gazdasági Titkárság            |                                            |                           |                      |
|                                | Maximino Caballero Ledo prefektus          | Spanyolország             | 2022. december 1.    |
|                                | Benjamín Estévez de Cominges főtitkár      | Spanyolország             | 2024. február 1.     |
| Apostoli Szék Vagyonkezelősége |                                            |                           |                      |
|                                | Giordano Piccinotti S.D.B. érsek elnök     | Olaszország               | 2023. október 2.     |
|                                | Fabio Gasperini titkár                     | Olaszország               | 2020. június 15.     |
| Főszámvevőség                  |                                            |                           |                      |
|                                | Alessandro Cassinis Righini főszámvevő     | Olaszország               | 2021. május 5.       |
| Bizalmas Ügyek Bizottsága      |                                            |                           |                      |
|                                | Kevin Joseph Farrell bíboros elnök         | Amerikai Egyesült Államok | 2020. szeptember 29. |
|                                | Filippo Iannone O. Carm. érsek titkár      | Olaszország               | 2020. szeptember 29. |
| Befektetési Bizottság          |                                            |                           |                      |
|                                | Kevin Joseph Farrell bíboros elnök         | Amerikai Egyesült Államok | 2022. június 7.      |

## Hivatalok
| Fénykép                           | Név, beosztás                                             | Országa                   | Kinevezés dátuma     |
| Apostoli Kamara                   | Apostoli Kamara                                           | Apostoli Kamara           | Apostoli Kamara      |
| --------------------------------- | --------------------------------------------------------- | ------------------------- | -------------------- |
|                                   | Kevin Joseph Farrell bíboros kamarás (camerlengo)         | Amerikai Egyesült Államok | 2019. február 14.    |
|                                   | Ilson de Jesus Montanari érsek al-kamarás                 | Brazília                  | 2020. május 1.       |
| Bíborosi Kollégium                |                                                           |                           |                      |
|                                   | Giovanni Battista Re bíboros dékán                        | Olaszország               | 2020. január 18.     |
|                                   | Leonardo Sandri bíboros aldékán                           | Argentína                 | 2020. január 24.     |
|                                   | Ilson de Jesus Montanari érsek titkár                     | Brazília                  | 2014. január 28.     |
| Szent Péter Műhely                |                                                           |                           |                      |
|                                   | Mauro Maria Gambetti O.F.M. Conv. bíboros elnök           | Olaszország               | 2021. február 20.    |
|                                   | Orazio Pepe titkár                                        | Olaszország               | 2021. június 29.     |
| Nemzetközi Teológiai Bizottság    |                                                           |                           |                      |
|                                   | Victor Manuel Fernández bíboros elnök                     | Argentína                 | 2023. július 1.      |
| Apostoli Szék Munkaügyi Hivatala  |                                                           |                           |                      |
|                                   | Marco Sprizzi elnök                                       | Olaszország               | 2025. január 31.     |
| Pápai Szertartásmesteri Hivatal   |                                                           |                           |                      |
|                                   | Diego Giovanni Ravelli érsek pápai szertartásmester       | Olaszország               | 2021. október 11.    |
| Pápai Ház Prefektúrája            |                                                           |                           |                      |
| betöltetlen                       |                                                           |                           |                      |
| Püspöki Szinódus                  |                                                           |                           |                      |
|                                   | Mario Grech bíboros főtitkár                              | Málta                     | 2020. szeptember 15. |
|                                   | Nathalie Becquart nővér főtitkár-helyettes                | Franciaország             | 2021. február 6.     |
|                                   | Luis Marín de San Martín O.S.A. püspök főtitkár-helyettes | Spanyolország             | 2021. február 6.     |
| Vatikáni Apostoli Levéltár        |                                                           |                           |                      |
|                                   | Giovanni Cesare Pagazzi érsek levéltáros                  | Olaszország               | 2025. március 28.    |
|                                   | Rocco Ronzani O.S.A. prefektus                            | Olaszország               | 2024. július 5.      |
| Vatikánvárosi Állam Kormányzósága |                                                           |                           |                      |
|                                   | Raffaella Petrini F.S.E. nővér elnök                      | Olaszország               | 2025. március 1.     |
|                                   | Emilio Nappa érsek főtitkár                               | Olaszország               | 2025. március 1.     |
|                                   | Giuseppe Puglisi-Alibrandi főtitkár                       | Olaszország               | 2025. március 1.     |
| Vatikáni Apostoli Könyvtár        |                                                           |                           |                      |
|                                   | Giovanni Cesare Pagazzi érsek könyvtáros                  | Olaszország               | 2025. március 28.    |
|                                   | Mauro Mantovani S.D.B. prefektus                          | Olaszország               | 2023. február 14.    |
|                                   | Giacomo Cardinali prefektus-helyettes                     | Olaszország               | 2025. április 2.     |

## Pápai Bizottságok
| Fénykép                                                  | Név, beosztás                                 | Országa                        | Kinevezés dátuma               |
| Latin-amerikai Pápai Bizottság                           | Latin-amerikai Pápai Bizottság                | Latin-amerikai Pápai Bizottság | Latin-amerikai Pápai Bizottság |
| -------------------------------------------------------- | --------------------------------------------- | ------------------------------ | ------------------------------ |
| betöltetlen                                              |                                               |                                |                                |
| Pápai Biblikus Bizottság                                 |                                               |                                |                                |
|                                                          | Victor Manuel Fernández bíboros elnök         | Argentína                      | 2023. július 1.                |
|                                                          | Núria Calduch-Benages M.H.S.F.N. nővér titkár | Spanyolország                  | 2021. március 9.               |
| Kiskorúak Védelmének Pápai Bizottsága                    |                                               |                                |                                |
|                                                          | Thibault Verny érsek elnök                    | Franciaország                  | 2025. július 5.                |
|                                                          | Luis Manuel Alí Herrera püspök titkár         | Kolumbia                       | 2024. március 15.              |
| Egyházi Régészeti Bizottság                              |                                               |                                |                                |
|                                                          | Pasquale Iacobone elnök                       | Olaszország                    | 2022. november 25.             |
| Vatikánvárosi Állam Pápai Bizottsága                     |                                               |                                |                                |
|                                                          | Raffaella Petrini F.S.E. nővér elnök          | Olaszország                    | 2025. március 1.               |
| Történettudományi Pápai Bizottság                        |                                               |                                |                                |
|                                                          | Marek Andrzej Inglot S.J. elnök               | Lengyelország                  | 2023. szeptember 14.           |
|                                                          | Pierantonio Piatti titkár                     | Olaszország                    | 2023. április 20.              |
| Nemzetközi Eucharisztikus Kongresszusok Pápai Bizottsága |                                               |                                |                                |
|                                                          | Corrado Maggioni S.M.M. elnök                 | Olaszország                    | 2021. szeptember 13.           |
| Gyermekek Világnapjának Pápai Bizottsága                 |                                               |                                |                                |
|                                                          | Enzo Fortunato O.F.M. Conv. elnök             | Olaszország                    | 2024. november 20.             |
| Szentszéknek Szóló Adományok Pápai Bizottsága            |                                               |                                |                                |
|                                                          | Roberto Campisi elnök                         | Olaszország                    | 2025. február 26.              |

## Tanácsok
| Fénykép                          | Név, boesztás                                | Országa                         | Kinevezés dátuma  |
| Bíborosi Tanács                  | Bíborosi Tanács                              | Bíborosi Tanács                 | Bíborosi Tanács   |
| -------------------------------- | -------------------------------------------- | ------------------------------- | ----------------- |
| koordinátori pozíció betöltetlen |                                              |                                 |                   |
|                                  | Marco Mellino püspök titkár                  | Olaszország                     | 2023. március 7.  |
| Tagok                            |                                              |                                 |                   |
|                                  | Fridolin Ambongo Besungu O.F.M. Cap. bíboros | Kongói Demokratikus Köztársaság | 2020. október 15. |
|                                  | Oswald Gracias bíboros                       | India                           | 2013. április 13. |
|                                  | Jean-Claude Hollerich S.J. bíboros           | Luxemburg                       | 2023. március 7.  |
|                                  | Gérald Cyprien Lacroix I.S.P.X. bíboros      | Kanada                          | 2023. március 7.  |
|                                  | Seán Patrick O’Malley O.F.M. Cap. bíboros    | Amerikai Egyesült Államok       | 2013. április 13. |
|                                  | Juan José Omella Omella bíboros              | Spanyolország                   | 2023. március 7.  |
|                                  | Pietro Parolin bíboros                       | Olaszország                     | 2014. július 2.   |
|                                  | Sérgio da Rocha bíboros                      | Brazília                        | 2023. március 7.  |
|                                  | Fernando Vérgez Alzaga L.C. bíboros          | Spanyolország                   | 2023. március 7.  |

## Pápai Akadémiák
| Fénykép                    | Név, beosztás                    | Országa                    | Kinevezés dátuma           |
| Pápai Életvédelmi Akadémia | Pápai Életvédelmi Akadémia       | Pápai Életvédelmi Akadémia | Pápai Életvédelmi Akadémia |
| -------------------------- | -------------------------------- | -------------------------- | -------------------------- |
|                            | Renzo Pegoraro elnök             | Olaszország                | 2025. május 27.            |
| Pápai Egyházi Akadémia     |                                  |                            |                            |
|                            | Salvatore Pennacchio érsek elnök | Olaszország                | 2023. január 25.           |
| Pápai Teológiai Akadémia   |                                  |                            |                            |
|                            | Antonio Staglianò püspök elnök   | Olaszország                | 2022. augusztus 6.         |

## Egyéb hivatalok
| Fénykép                           | Név, beosztás                                   | Országa                   | Kinevezés dátuma   |
| Domus Vaticanae                   | Domus Vaticanae                                 | Domus Vaticanae           | Domus Vaticanae    |
| --------------------------------- | ----------------------------------------------- | ------------------------- | ------------------ |
|                                   | Andrea Ripa püspök elnök                        | Olaszország               | 2022. június 6.    |
| Jeruzsálemi Szent Sír Lovagrend   |                                                 |                           |                    |
|                                   | Fernando Filoni bíboros nagymester              | Olaszország               | 2019. december 8.  |
| Olasz Püspöki Konferencia         |                                                 |                           |                    |
|                                   | Matteo Maria Zuppi bíboros elnök                | Olaszország               | 2022. május 24.    |
|                                   | Giuseppe Salvatore Baturi érsek főtitkár        | Olaszország               | 2022. július 5.    |
| Pápai Lateráni Egyetem            |                                                 |                           |                    |
|                                   | Alfonso Vincenzo Amarante C.SS.R. érsek rektor  | Olaszország               | 2023. augusztus 1. |
| Pápai Észak-amerikai Kollégium    |                                                 |                           |                    |
|                                   | Thomas Warren Powers rektor                     | Amerikai Egyesült Államok | 2022. március 30.  |
| Lateráni Szent János-főbazilika   |                                                 |                           |                    |
|                                   | Baldassare Reina bíboros főpap                  | Olaszország               | 2024. október 25.  |
| Santa Maria Maggiore-bazilika     |                                                 |                           |                    |
|                                   | Rolandas Makrickas bíboros főpap                | Litvánia                  | 2025. július 4.    |
| Falakon-kívüli Szent Pál-bazilika |                                                 |                           |                    |
|                                   | James Michael Harvey bíboros főpap              | Amerikai Egyesült Államok | 2012. november 23. |
| Szent Péter-bazilika              |                                                 |                           |                    |
|                                   | Mauro Maria Gambetti O.F.M. Conv. bíboros főpap | Olaszország               | 2021. február 20.  |